# Universidad EIA
La Universidad EIA (originalmente Escuela de Ingeniería de Antioquia) es una universidad privada en Colombia, sujeta a inspección y vigilancia por medio de la Ley 1740 de 2014 y la ley 30 de 1992 del Ministerio de Educación de Colombia. Con Acreditación Institucional por parte del Ministerio de Educación Nacional mediante resolución 2203 del 30 de marzo de 2010.

## Historia
La Universidad EIA, fue concebida en una reunión de profesionales, en su mayoría egresados de la antigua Escuela de Minas, o de su sucesor, la Facultad de Minas de la Universidad Nacional de Colombia en Medellín.[cita requerida]
Durante el segundo semestre de 1976, se había hecho un intento para formar una nueva facultad de Ingeniería en la ciudad de Medellín. Como motivo para ello se adujo el deterioro de las circunstancias en la Universidad Nacional, en especial las frecuentes asambleas y paros, con las interrupciones consiguientes de las actividades académicas [cita requerida].
Después de varios esfuerzos para la materialización de dicho ideal, se consolidó el grupo de los 27 fundadores y se dio firma al documento privado que incluía el acta de fundación y los estatutos de la institución el 14 de febrero de 1978. Dando vida legal a la Corporación sin ánimo de lucro, denominada "Escuela de Minas e Ingeniería".
El 18 de septiembre de 1979, se toma la decisión de modificar los estatutos en cuanto al  nombre de la institución debido a que este se asemejaba mucho a “Escuela de minas” nombre con el que se le conoció anteriormente a la facultad de la Universidad Nacional en Medellín. Además el programa denominado Ingeniería de Minas no era propiamente una carrera de minas, por lo cual se veía conveniente la reforma en el nombre de la institución.

## Características principales
La Universidad EIA es una institución privada, de educación superior, sin fines lucrativos, cuya misión es la formación integral de profesionales en sus programas de pregrado y postgrado, el fomento a la investigación aplicada y la interacción con el entorno, con lo cual procura el desarrollo tecnológico, económico, cultural y social de la nación.

## Egresados Notables
- Alejandro Gaviria - Ministro de Educación Nacional
- Jorge Mario Velázquez - Presidente Grupo Argos
- Andrés Vásquez - CEO de Nequi

## Programas Ofrecidos

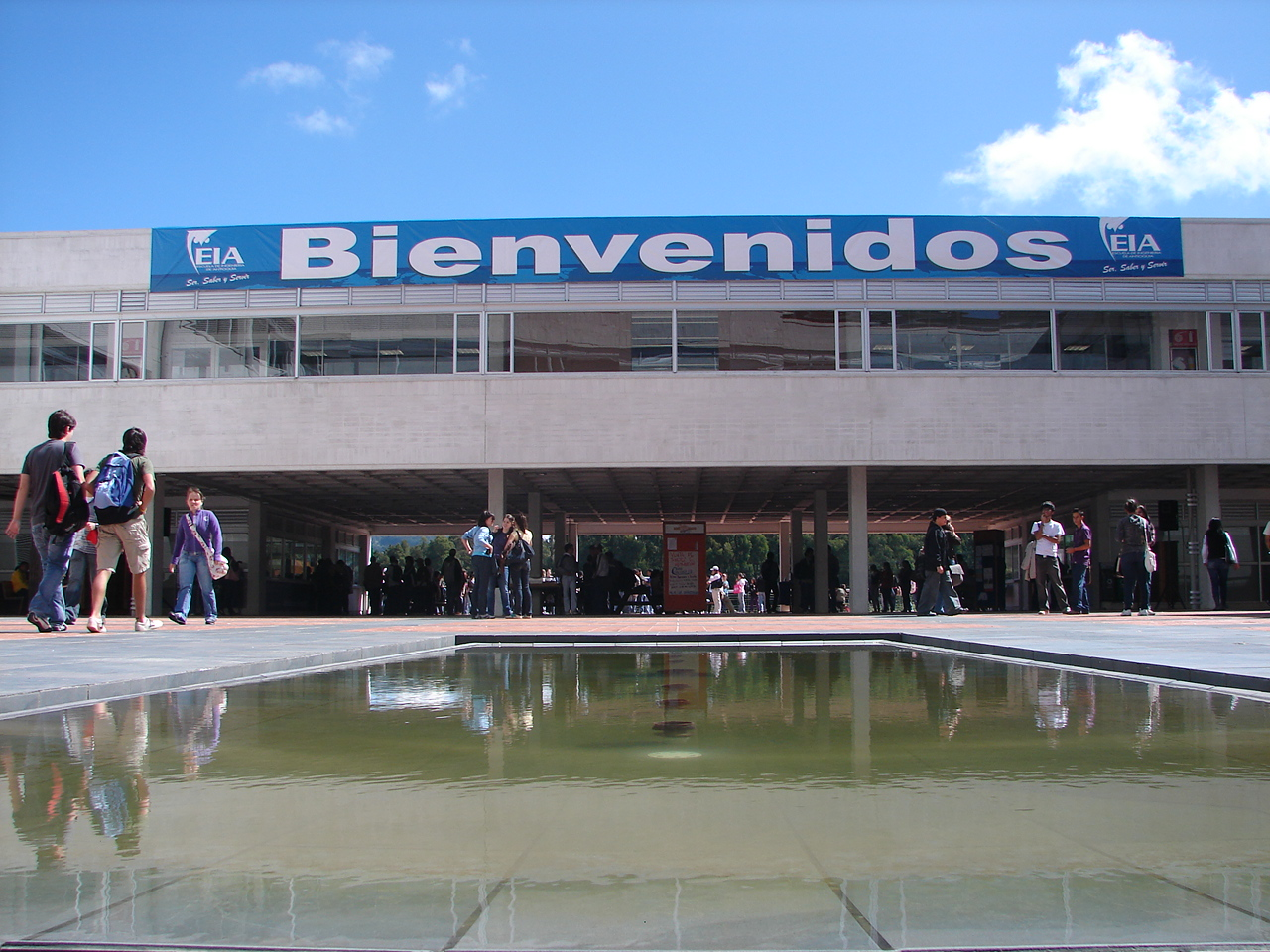
Escuela de Ingeniería de Antioquia Sede de Pregrado

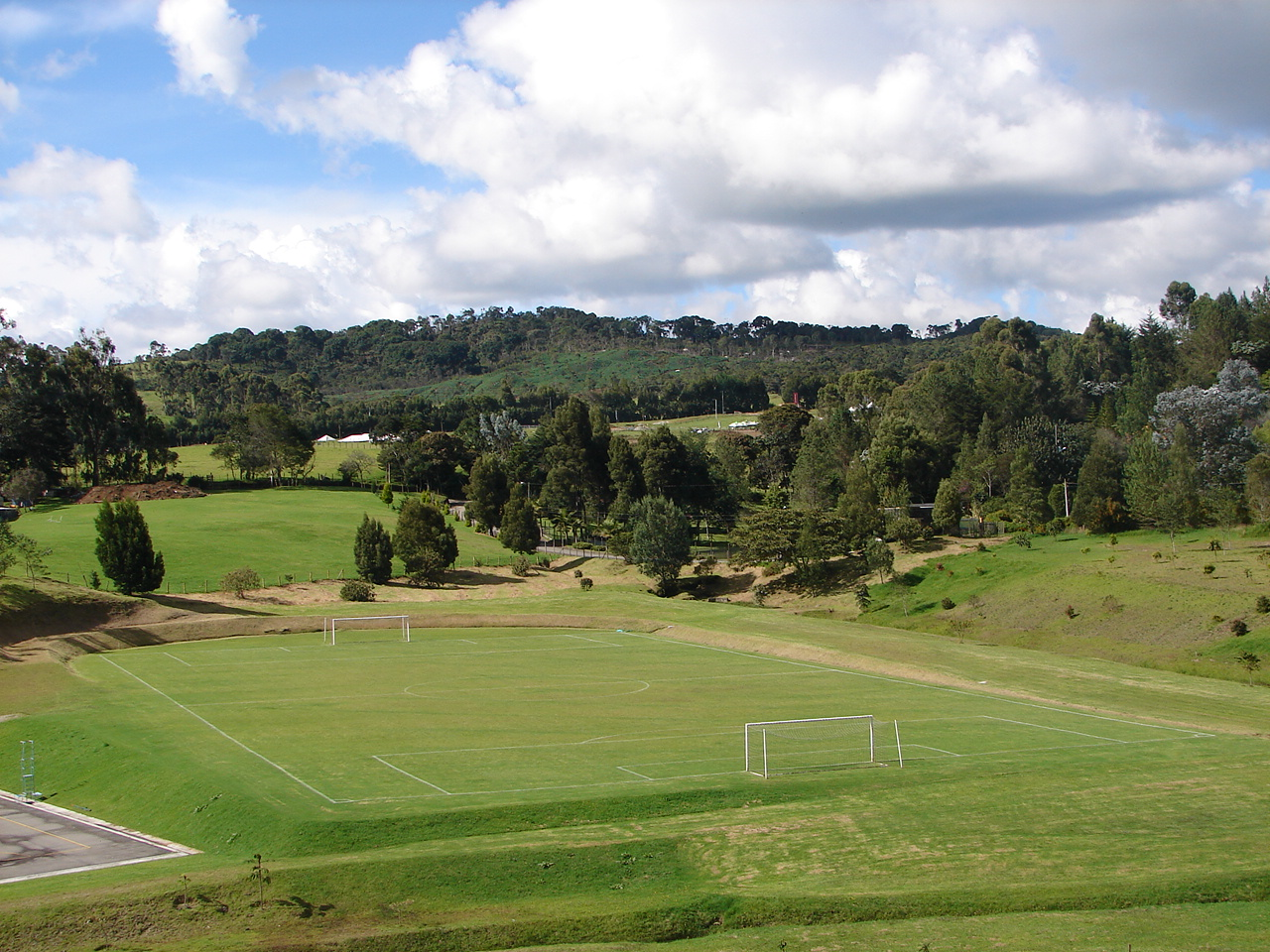
Escuela de Ingeniería de Antioquia Sede de Pregrado

### Pregrado
La universidad EIA se destaca por el alto nivel de sus pregrados, teniendo la mayoría acreditación en alta calidad. Las carreras que ofrece son:
- Ingeniería Administrativa
- Ingeniería Ambiental
- Ingeniería Biomédica
- Ingeniería Biotecnologica
- Ingeniería Civil
- Ingeniería Financiera
- Ingeniería Geológica
- Ingeniería Industrial
- Ingeniería de Sistemas y Computación
- Ingeniería Mecánica
- Ingeniería Mecatrónica
- Ingeniería Financiera
- Ingeniería Administrativa
- Física
- Medicina
- Economía

### Especializaciones
- Especialización en Big Data e Inteligencia de Negocios
- Especialización en Energías Alternativas
- Especialización en Infraestructura Verde
- Especialización en Inteligencia Artificial
- Especialización en Internet de las Cosas - IOT
- Especialización en Gerencia Estratégica de Abastecimiento
- Especialización en Gerencia de Proyectos
- Especialización en Finanzas Corporativas
- Especialización en Gestión de Procesos Urbanos
- Especialización en Gerencia de la Producción y el Servicio
- Especialización en Gerencia de Mercados Globales
- Especialización en Urología

### Maestría
- Maestría en Ingeniería Biomédica
- Maestría en Ingeniería

### Doctorado
- Doctorado en Ingeniería

## Galería
|  |
|  |

|  |
|  |

|  |
|  |

|  |
|  |

|  |
|  |